# Alan Jones (bassist)
 For alternative betydninger, se Alan Jones. (Se også artikler, som begynder med Alan Jones)
Alan Jones (født 6. april 1947 i London, England) er en engelsk elbassist og sessionmusiker.
Jones spillede som ung guitar, men skiftede til elbas, da han hørte bassisten Jet Harris. Han har spillet med musikere som Tom Jones, Engelbert Humperdinck, Olivia Newton-John, Cliff Richard etc, men er nok mest og bedst kendt for sit arbejde som sessionbassist i gruppen The Shadows fra (1978-1989). Han har også spillet med på mange musicals på de forskellige teatre i London. Jones har som sessionbassist indspillet på over tusinde sessions, og været med på 33 nr. 1 hitsingler.

## Udvalgt diskografi
- Voyage (A Journey Into Discoid Funk) (1978) - Brian Bennett
- Thank You Very Much - live (1978) - Cliff Richard og The Shadows
- String of Hits (1979) - The Shadows
- Change of Address (1980) - The Shadows
- Hits Right Up Your Street (1981) - The Shadows
- Life in the Jungle (1982) - The Shadows
- Live at Abbey Road (1982) - The Shadows
- XXV (1983) - The Shadows
- Guardian Angel (1984) - The Shadows
- Moonlight Shadows (1986) - (med på enkelte numre)
- Steppin to The Shadows (1989) - The Shadows
- Tangent (1994) - Jet Harris
- A Shadow in Time (1995) (solo cd)
- Two of a Kind (1997) - Alan Jones & Jet Harris

## Singler med The Shadows
- "Don't Cry for Me Argentina" / "Montezuma's Revenge" * (1979/ *1977) (med på side A)
- "Theme from 'The Deer Hunter' (Cavatina)" / "Bermuda Triangle" * (1979/ *1977) (med på Side A)
- "Rodrigo's Guitar Concerto" / "Song for Duke" (1979)
- "Riders in the Sky" / "Rusk" (1979)
- "Heart of Glass" / "Return to the Alamo" * (1979/ *1977) (med på side A)
- "Equinoxe Part V" / "Fender Bender" (1980)
- "Mozart Forte" / "Midnight Creepin'" (1980)
- "The Third Man" / "The Fourth Man" (1981)
- "Chi Mai" / "Summer Love '59" (1981)
- "Telstar" / "Summer Love '59" (1981)
- "Imagine/Woman" / "Hats Off to Wally" (1981)
- "Theme from Missing" / "The Shady Lady" (1982)
- "Treat Me Nice" / "Spot the Ball" (1982)
- "Diamonds" / "Elevenis" (1983)
- "Goin' Home" (Theme from Local Hero) / "Cat 'N' Mouse" * (1983/ *1982)
- "On a Night Like This" / "Thing-Me-Jig" * (1984/ *1981)
- "Moonlight Shadow" / "Johnny Staccato" * (1985/ *1984)
- "Dancing in the Dark" / "Turning Point" * (1985/ *1984)
- "Themes from EastEnders & Howards' Way" / "No Dancing" * (1987/ *1982)
- "Pulaski" (Theme from the BBC TV series) / "Change of Address" * (1987/ *1980)
- "Walking in the Air" (Theme from The Snowman) / "Outdigo" * (1987/ *1980)

## DVD /VHS Film
- Cliff Richard & The Shadows - Thank you Very Much - Live at The London Palladium (1978)
- Cliff Richard & The Shadows - Together - Live in Birmingham (1984)
- The Shadows - The Shadows Live In Birmingham (1984)